# Georg Haas (kobberstikker)
 Der er flere personer med dette navn, se Georg Haas (læge).
Georg Christian Wilhelm Haas  (5. juni 1751 i Hamborg – 10. maj 1817 i København) var en dansk kobberstikker, søn af Jonas Haas og dermed bror til Meno og Peter Haas.
Georg Haas skulle være kobberstikker ligesom faderen og to brødre og besøgte allerede som barn Kunstakademiet, hvor han hurtigt gjorde så store fremskridt i kunsten, at han i 1776, da han var 20-21 år gammel, vandt den store guldmedalje. Dermed fulgte der ret til at komme til udlandet som Akademiets "pensionær", men rejsestipendierne lod længe vente på sig og var både få og små, for Haas' vedkommende således kun 100 Rdl. kurant årlig i to eller tre år. Skønt man i Paris ikke skulle komme langt med denne ubetydelige sum, gav Haas sig dog trøstig på vejen til Frankrigs hovedstad, ankom dertil og opnåede hurtigt at komme under den berømte Nicolas de Launays hånd, hvor Johan Frederik Clemens nogle år før havde været. Efter i 1781 at have fået sit knappe stipendium forøget og forlænget studerede Haas ivrigt videre og fuldendte i 1782 et smukt stik efter Jean-Baptiste Marie Pierres Thracerkongen Diomedes opædes af sine egne heste. På grundlag af dette stik blev Haas medlem af Akademiet i Paris og ligeledes i januar 1783 af Akademiet i København, til hvilken by han omtrent samtidig dermed vendte tilbage.
At være medlem af to Akademier var nu meget godt og hæderligt – det var end ikke kunstskolens direktør -, men nu gjaldt det for Haas om at finde beskæftigelse. Men det havde sine vanskeligheder hermed, thi tiden var kølig både over for kunst og kunstnere, og kobberstikkeriets gyldne dage var forbi. Tilmed var der ingen mangel på kobberstikkere i Danmark, og der var større kunstnere end Haas (J.F. Clemens, Johan Martin Preisler). Haas søgte forgæves om et professorat ved modelskolen, forgæves om pladsen som arkivtegner efter Søren Abildgaard, forgæves om fribolig på Charlottenborg; intet ville i begyndelsen lykkes for ham. Vel fik han titel af hofkobberstikker og en årlig understøttelse af kongens kasse, men med arbejde var det kun så som så, og hans kår var og blev trange. I 1810 lykkedes det ham at blive professor ved modelskolen, ja han sejrede her endog over en medansøger som Clemens – hvem Haas stedse stod temmelig uvenlig over for, og med hvem han som kunstner ingenlunde kunne måle sig -, men denne sene medvind forbedrede ikke hans kår, han var fattig og forblev fattig. 1811 blev han revisor og kasserer ved Akademiet.
Af hans arbejder kan foruden ovenfor omtalte Diomedes nævnes hans Elisa og den sunamitiske Kvinde, lægen F.C. Winsløws portræt efter Jens Juel og hans Udsigt over Store Bælt efter Peter Cramer. Hans stik til Charlotte Dorothea Biehls oversættelse af Don Quixote og efter C.A. Lorentzens norske landskaber er af meget underordnet betydning, skønt navnlig de sidste i sin tid sattes højt.
Haas var allerede en ældre mand, da han i 1809 fik tid og råd til at gifte sig. Hans hustru hed Johanne Christine, født Sønderup. Haas døde i København 10. maj 1817. Enken døde først 1835.
Haas er begravet på Assistens Kirkegård.
Søkortarkivet købte 1820 hans efterladte plader. Han er repræsenteret i Kobberstiksamlingen med grafik og enkelte tegninger.

## Værker
- Store Belt ved Corsør, efter Peter Cramer (1771)
- 4 blade af 7 til Frederik VIs Barnelege, efter Johan Mandelberg og Cramer (o. 1772, s.m. J.F. Clemens og måske broderen Meno Haas)
- Gadescene, efter Cramer (1772)
- Illustrationer til Henri d'Ursy Butty: Beskrivelse af Statuen til Hest ..., 1774 (J.-F.-J. Saly: Frederik V).
- Illustrationer og og vignetter til Carsten Niebuhr: Reisebeschreibung nach Arabien, 1774-76.
- Kopistik efter Charles-Antoine Coypel til Don Quixote (1776-77, s.m. J.G. Preisler)
- Den sunamitiske kvindes ankomst til Elisæum på Carmels Bjerget, efter eget forlæg (1776, store guldmedalje, tegning i Kunstakademiet)
- Bacchantindernes hvile (1778-79)
- Herkules og Diomedes, efter Jean-Baptiste Marie Pierre (1782, medlemsblad til akademierne i Paris og København)
- Arveprinsen vækker Fama, efter Nicolai Abildgaard (1784)
- 35 farveakvatinter efter C.A. Lorentzens norske prospekter (1790-96)
- Sarpfossen, efter Erik Pauelsen (1792)
- Kronprins Frederik og hans stab til hest, efter C.A. Lorentzen (udstillet 1794)
- Wismars belejring, efter samme (udstillet 1794)
- General Stenbock overgiver sig, efter samme (udstillet 1794)
- Propagandablad mod englænderne på Holmen (1807)
- 3 illustrationer til Holbergs komedier, efter Lorentzen (ca. 1810-15)
- Portræt af kirugen F.C. Winsløw, efter Jens Juel
- Søofficeren Johan Christian Schrødersee, efter samme (sortkunst, ca. 1801)
- Ulrik Frederik Suhm